# Jaun
Jaun (im höchstalemannischen Ortsdialekt Jùu [jʊu̯], französisch: Bellegarde, frankoprovenzalisch: Balavouêrdaⓘ) ist eine politische Gemeinde im Greyerzbezirk des Schweizer Kantons Freiburg. Es ist die einzige deutschsprachige Gemeinde des Greyerzbezirks.

## Geographie
Das Dorf Jaun liegt 17 km östlich des Bezirkshauptortes Bulle (Luftlinie) auf 1015 m ü. M. und ist somit das höchstgelegene im Kanton Freiburg.
Flächenmässig ist Jaun die viertgrösste Gemeinde im Kanton Freiburg. Das Dorf erstreckt sich im oberen Jauntal (französisch Vallée de la Jogne) westlich des Jaunpasses, leicht erhöht am nördlichen Talhang des Jaunbachs, in den Freiburger Voralpen zwischen dem Chörblispitz im Norden und den Gastlosen im Süden.
Die Fläche des 55,2 km² grossen Gemeindegebiets umfasst einen Abschnitt der Freiburger Voralpen beidseits des Jauntals. Der zentrale Teil des Gebietes wird vom Jaunbach (im Oberlauf auch Jäunli genannt) von Osten nach Westen durchflossen. Das Tal besitzt meist eine flache Niederung von 200 bis 500 m Breite, nur bei der Engstelle von Kappelboden steigen die Hänge beidseits des Baches steil an. Im Dorf Jaun entspringt eine Karstquelle, deren Wasser nach einer Kaskade in den Jaunbach mündet. Südlich des Jaunbachs umfasst das Gebiet die Täler des Sattelbachs, des Klein Montbachs und die östliche Talflanke des Ruisseau du Gros Mont mit dem Berg Hochmatt (2152 m ü. M.). Die Südgrenze verläuft über die Kalkgipfel der Wandfluh (2134 m ü. M.), der Sattelspitzen (Rüdigenspitze; 2124 m ü. M.) und der Gastlosen (Marchzähne: 1995 m ü. M.).
Im Osten reicht der Gemeindeboden nicht bis auf die Wasserscheide auf dem Jaunpass; die Grenze verläuft entlang des Westhangs des Bäderhore. Nördlich des Jauntals erstreckt sich das Gemeindegebiet auf den Bergkamm mit Vanils des Raveires, Maischüpfenspitz (französisch Vanil d’Arpille oder auch Petit Brun, 2085 m ü. M.), Schopfenspitz (französisch Gros Brun, 2104 m ü. M.), Chörblispitz (2103 m ü. M.) und Schafberg, auf dessen Westgipfel mit 2223 m ü. M. der höchste Punkt von Jaun erreicht wird. Zwischen Chörblispitz und Schafberg befindet sich der Euschelspass (1567 m ü. M.). Ein kleiner Anteil der Gemeindefläche liegt nördlich dieses Passes im Einzugsgebiet des Schwarzsees. Auch der östliche Teil des Schwarzsees, einige Häuser oberhalb von Gypsera, die Riggisalp und der südwestliche Teil der Kaiseregg gehören zu Jaun. Von der Gemeindefläche entfielen 1997 2 % auf Siedlungen, 38 % auf Wald und Gehölze, 42 % auf Landwirtschaft, und rund 18 % war unproduktives Land.
Zu Jaun gehören die Weiler Im Fang (französisch La Villette, 923 m ü. M.) an der Mündung des Kleinen Montbachs in den Jaunbach, Zur Eich (947 m ü. M.) westlich des Dorfes, Kappelboden (1021 m ü. M.), Oberbach (1025 m ü. M.) und Weibelsried (1069 m ü. M.) im Jauntal östlich des Dorfes sowie zahlreiche Einzelhöfe und Alphütten. Nachbargemeinden von Jaun sind Val-de-Charmey und Plaffeien im Kanton Freiburg sowie Saanen und Boltigen im Kanton Bern.

## Bevölkerung und Sprache
Mit 647 Einwohnern (Stand 31. Dezember 2023) gehört Jaun zu den kleineren Gemeinden des Kantons Freiburg. Von den Bewohnern sind 89,5 % deutschsprachig, 9,8 % französischsprachig, und 0,3 % sprechen Serbokroatisch (Stand 2000). Jaun ist damit das einzige deutschsprachige Dorf des Bezirks Greyerz. Die Sprachgrenze durchquert das Jauntal westlich des Weilers Im Fang. Die Bevölkerungszahl von Jaun belief sich 1880 auf 868 Einwohner, 1900 auf 825 Einwohner. Im Verlauf des 20. Jahrhunderts pendelte die Einwohnerzahl lange Zeit zwischen 750 und 850 Personen, nahm aber in den 1960er-Jahren deutlich ab. Seither blieb die Bevölkerungszahl ziemlich stabil, um dann in den 2010er-Jahren nochmals abzunehmen. 
Einwohnerzahlen: Volkszählungsdaten
Die höchstalemannische Jauner Mundart wurde im frühen 20. Jahrhundert vom damals als Germanist für das Schweizerische Idiotikon tätigen Karl Stucki in seinem Werk Die Mundart von Jaun im Kanton Freiburg – Lautlehre und Flexion dokumentiert.

## Wirtschaft und Tourismus
Jaun war bis in die zweite Hälfte des 20. Jahrhunderts ein vorwiegend durch die Landwirtschaft geprägtes Dorf. Seit dem 16. Jahrhundert wurde bei Jaun eine Mühle betrieben. Als sich der Ackerbau im Jauntal nicht mehr lohnte, wurde sie im 19. Jahrhundert aufgegeben. Im 19. Jahrhundert wurden auf dem Gemeindegebiet auch Steinkohle und Salpeter abgebaut. Von 1912 bis 1932 wurden in Jaun alljährlich Auto- und Motorradrennen ausgetragen.
Noch heute haben die Viehzucht und Milchwirtschaft eine wichtige Bedeutung in der Erwerbsstruktur der Bevölkerung, in Jaun darf auch der mit geschützter Herkunftsbezeichnung (AOC) aus Rohmilch hergestellte Greyerzer hergestellt werden. Weitere Arbeitsplätze sind im lokalen Kleingewerbe (Holzverarbeitung) und im Dienstleistungssektor vorhanden. Das Dorf ist Standort eines privaten Elektrizitätswerkes, das die Wasserkraft des Karstflusses nutzt. Seit sich Jaun in den 1960er-Jahren zu einem Ferienort mit Sommer- und Wintertourismus entwickelt hat, ist das Gewerbe auch auf die Bedürfnisse der Touristen ausgerichtet. Am Nordhang der Gastlosen sind im Winter drei Skilifte und eine 4er-Sesselbahn in Betrieb, die insgesamt etwa 25 km alpine Skipisten erschliessen. Der neue Schlittenweg ab dem Bärghus am Musersbergli neben der Bergstation der Sesselbahn ist mit 6 km Länge einer der längsten in der Region. Im Sommerhalbjahr können auf die umliegenden Alpweiden und Berggipfel ausgedehnte Wanderungen unternommen werden.

## Verkehr
Die Gemeinde ist verkehrstechnisch recht gut erschlossen. Sie liegt an der Hauptstrasse von Bulle über den Jaunpass nach Boltigen. Weil die Strasse früher oft durch Lawinen verschüttet wurde, wurde sie teilweise in eine Galerie verlegt. Durch die Buslinien der Transports publics Fribourgeois, die von Bulle nach Boltigen sowie von Freiburg via La Roche nach Jaun verkehren, ist das Dorf an das Netz des öffentlichen Verkehrs angebunden.

## Geschichte

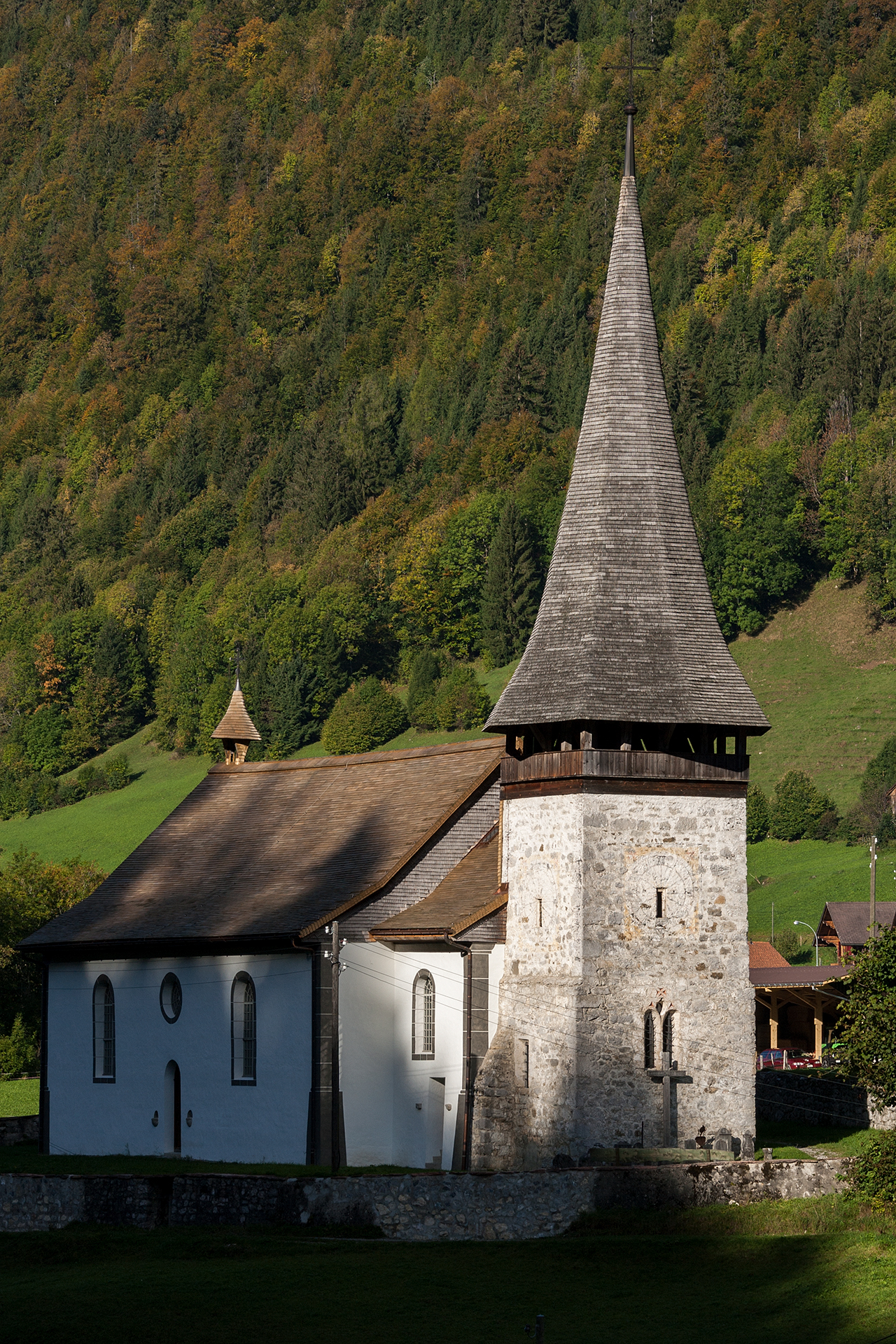
Alte Kirche, Cantorama

Einige Spuren weisen auf eine Besiedlung des Jauntals bereits zur Mittelsteinzeit hin. Der deutsche Name «Jaun» wird erstmals 1397 in der Phrase die herschafft von Youne erwähnt; man führt ihn auf einen keltischen Flussnamen *Jagonia zurück, was «die Kalte» bedeutet. Der französische Name «Bellegarde» – «schöner Ausblick» – ist hingegen ein typischer Burgname (Prunkname) des Mittelalters; seine erste urkundliche Erwähnung findet 1228 in der altfrankoprovenzalischen Lautung Balavarda statt.
Da das obere Jauntal im 12. Jahrhundert vom Simmental aus besiedelt wurde, ist das Dorf heute deutschsprachig. Im Mittelalter gehörte Jaun zum Herrschaftsgebiet von Corbières, wurde aber 1249 Sitz einer Nebenlinie der Herren von Corbières, als die Herrschaft unter drei Brüdern aufgeteilt wurde. Die schon vorher bestehende Burg Bellavuarda wurde deshalb ausgebaut. 1285 kam die Herrschaft Corbières-Jaun unter die Oberhoheit der Grafen von Savoyen. Durch einen Einfall von Truppen aus dem Saanenland und dem Simmental wurde die Burg 1407 zerstört.
Jaun schloss 1475 einen Burgrechtsvertrag mit Freiburg. Die Herrschaft, die zu dieser Zeit unter dem Schutz der Grafschaft Greyerz stand, ging 1504 an Freiburg über. Zu Beginn des 16. Jahrhunderts erlosch die Nebenlinie der Herren von Corbières-Jaun. Von 1504 bis 1798 war Jaun eine freiburgische Landvogtei. Das Gebiet um die Siedlung Abländschen wurde 1555 Bern zugeschlagen. Bei einem Dorfbrand wurden im Jahr 1711 zahlreiche Häuser in Mitleidenschaft gezogen. Nach dem Zusammenbruch des Ancien Régime (1798) kam das Dorf zunächst provisorisch, ab 1848 definitiv zum Bezirk Greyerz. Noch bis 1870, als die neue Strasse im Bereich der Jaunbachschlucht oberhalb von Broc eröffnet wurde, war Jaun wirtschaftlich mehr zum Simmental als zum Greyerzerland hin orientiert. Seit 1954 wurden an den Südhängen von Schopfenspitz und Chörblispitz zahlreiche Lawinenverbauungen angebracht. Früher drangen die Lawinen oft bis zum Talboden vor und zerstörten verschiedentlich Häuser.
Seit 2020 gehört die Gemeinde zum Parc naturel régional Gruyère Pays-d’Enhaut.

## Sehenswürdigkeiten

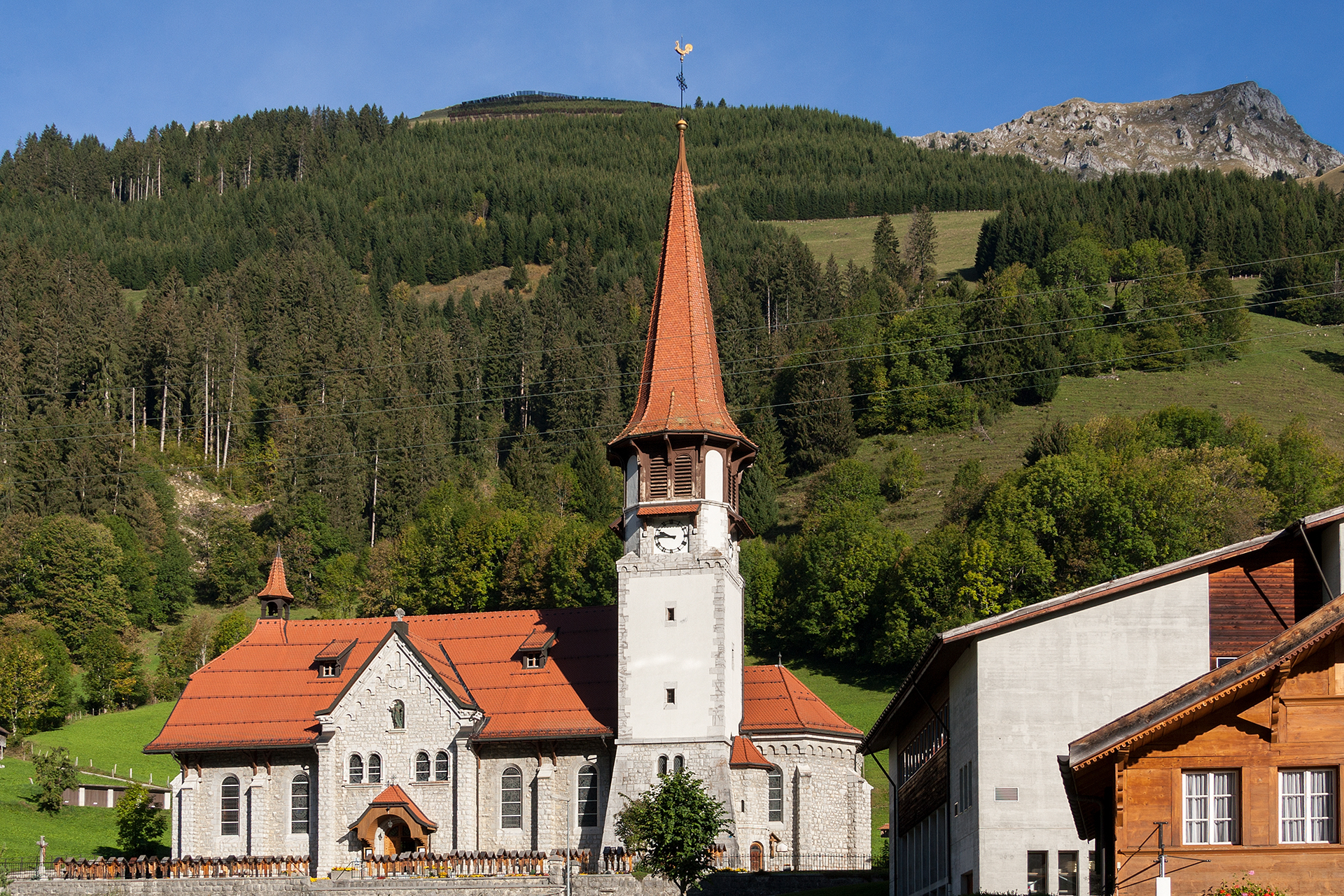
Neue Kirche

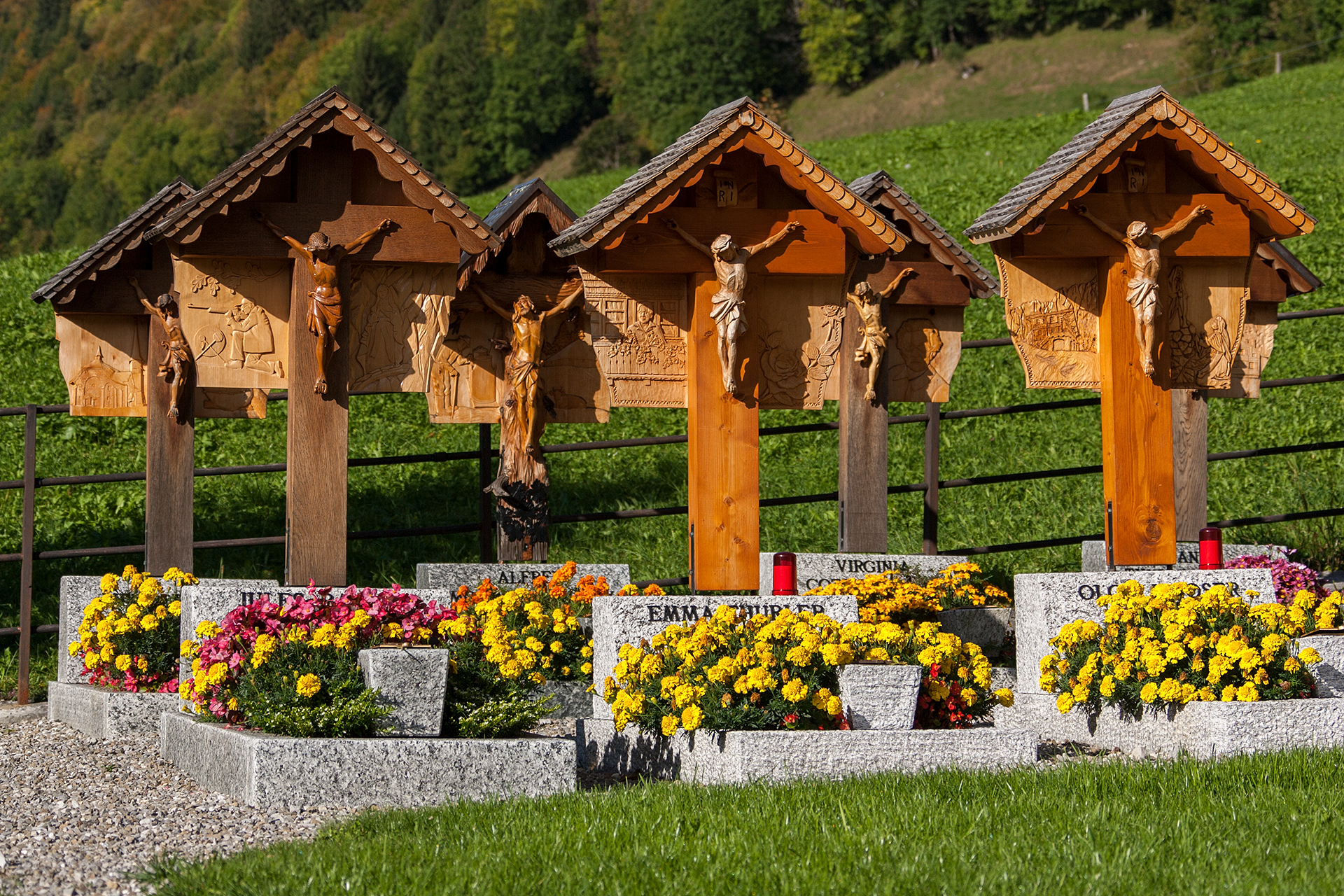
Friedhof

Das Dorf Jaun besitzt zwei Kirchen. Die ältere Kirche stammt ursprünglich aus dem 11. und 12. Jahrhundert, wurde später mehrfach um- und ausgebaut, das heutige Schiff stammt von 1808 bis 1811. Seit 1910 wird diese Kirche nicht mehr als Gotteshaus genutzt, sondern dient als „Cantorama“ (Haus des Gesangs) mit einem Konzertsaal. Die 1786 von Johann Dreher erbaute Orgel ist 2011 restauriert und wieder eingeweiht worden.
Die oberhalb der Hauptstrasse stehende neue Kirche St. Stephan wurde 1910 geweiht. Bemerkenswert ist auch der Friedhof, der sich durch eine grosse Zahl handgeschnitzter Kreuze mit Christusfigur auszeichnet. Im Weiler Im Fang steht die Kirche St. Joseph von 1870. In den verschiedenen Ortsteilen gibt es mehrere Kapellen, nämlich die Antoniuskapelle in Kappelboden, die Marienkapelle in Weibelsried und zwei weitere Kapellen in Im Fang.
Im Ortskern befinden sich zahlreiche charakteristische Häuser aus dem 17. bis 19. Jahrhundert, die im Stil den Simmentaler Bauernhäusern ähneln. Das Statthalterhaus stammt von 1782.
Am Südhang auf einem Vorsprung über der Engstelle von Kappelboden stehen die Ruinen der 1407 zerstörten Burg Bellegarde.

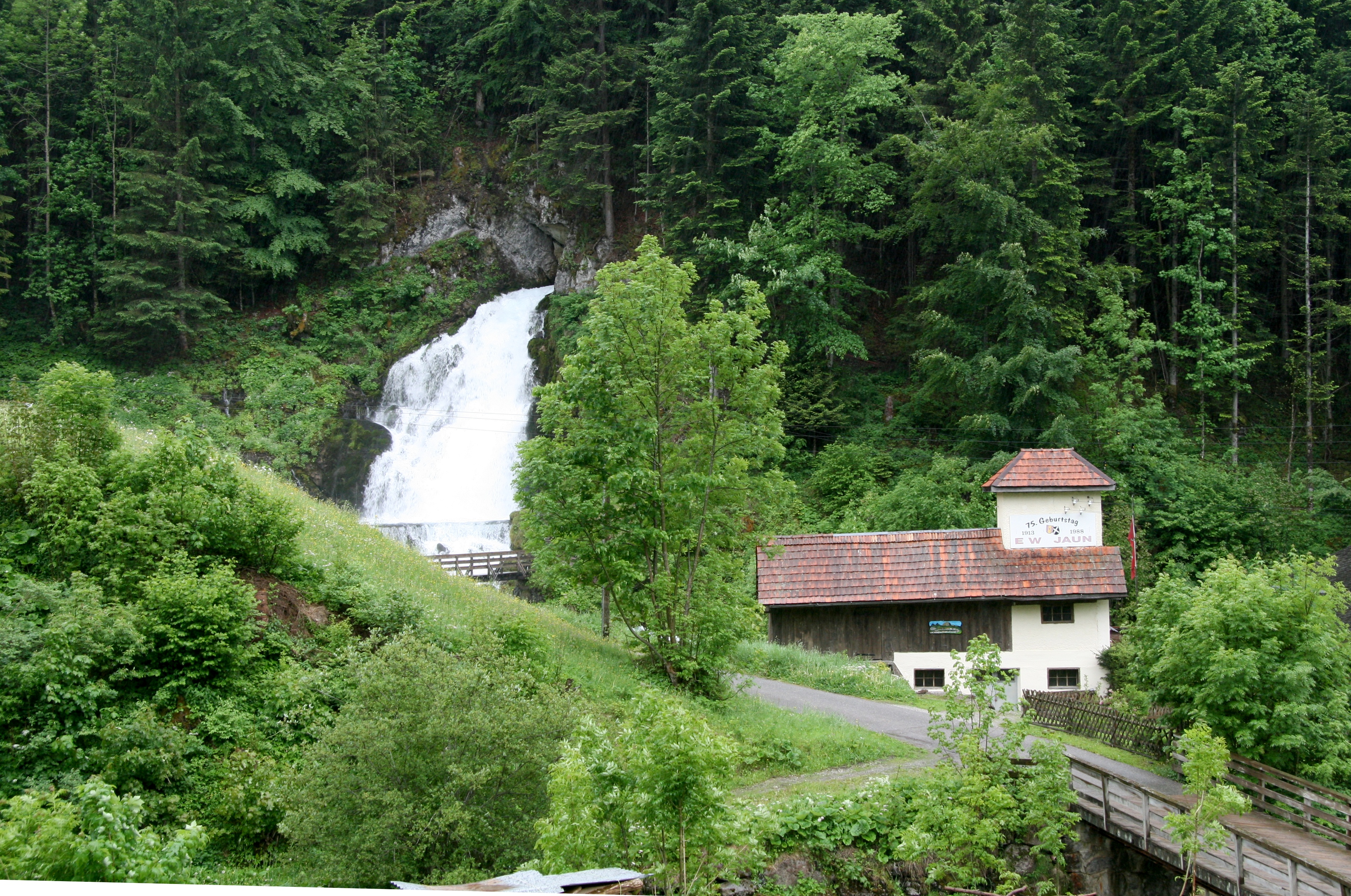
Wasserfall von Jaun

Der Wasserfall von Jaun fliesst direkt aus dem Felsen, ohne sichtbaren Zufluss. Es wird vermutet, dass das Wasser dieser Karstquelle aus der Region des Gros Mont stammt. Der dort entsprungene Bach überwindet darauf eine Kaskade und mündet nach wenigen Metern in den Jaunbach. Taucher sind in die Höhle bis ca. 300 m Tiefe vorgestossen. Das Spezielle am unterirdischen Zulauf ist, dass das Wasser von der Tiefe aufwärts fliesst. Die Taucher sind bis auf 80 m hinab getaucht. Die starke Strömung hat bis jetzt ein Weiterkommen verhindert.

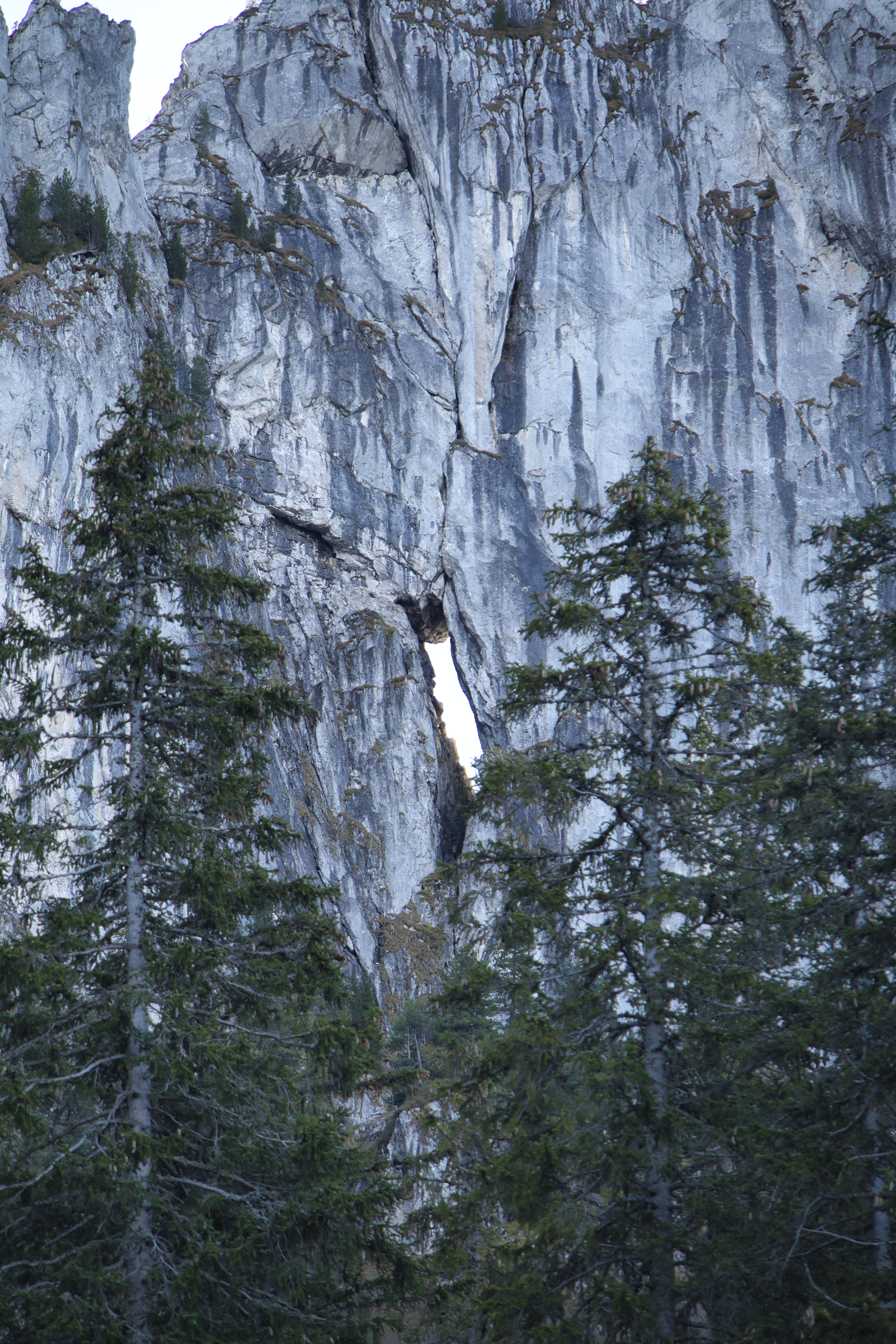
Das Grossmutterloch in den Gastlosen

Das Grossmutterloch ist ein natürlich entstandener Felsdurchbruch in der Gebirgskette der Gastlosen in den Schweizer Voralpen. Das Grossmutterloch lässt die Sonnenstrahlen durch einen Riss im Gestein hindurch, dieses optische Schauspiel ist in den Herbst- und Wintermonaten zu beobachten.

## Sport
Jaun ist Start- und Zielpunkt der jährlich ausgetragenen Trophée des Gastlosen, einem Volks- und Wettkampfrennen aus dem Bereich des Skibergsteigens. Ausserdem verfügt das Dorf über ein kleineres Skigebiet (ein Sessel- und drei Bügellifte) sowie über eine Langlaufloipe.

## Kultur
Die alte Dorfkirche von Jaun ist als "Cantorama" ein attraktiver Ort für Konzertveranstaltungen.
Jaun steht im Mittelpunkt des komödiantischen Romans "Die Brigantinnen" des Autors Willi Wottreng (Bilgerverlag 2023), in welchem drei Frauen um die Rettung des Skilifts und des Dorfes als Wintersportort kämpfen.

## Söhne und Töchter der Gemeinde
- Max Aebischer (1914–2009), Politiker
- Marius Cottier (1937–2019), Politiker und Staatsrat des Kantons Freiburg
- Roland Buchs (1940–2022), Kommandant der Schweizergarde
- Anton Cottier (1943–2006), Politiker (CVP)
- Emanuel Buchs (* 1962), Skibergsteiger, Skilangläufer und Biathlet
- Daniel Thürler (* 1978),  Komponist und Musiker